# Claus Rønnow
Claus Rønnow, död 1486, var en dansk ädling, son till Marquard Rønnow (död senast 1421) och Mette Pogwisch (död tidigast 1421). Var första gången gift med Kirstine Gyldenstierne, dotter till Henrik Knudsen Gyldenstierne (–1456) och Anne Mogensdatter Munk (död 1461 eller 1462). Gift andra gången före juli 1454 med Birgitta Kristiernsdotter (Vasa), och kom på så sätt i släkt med flera svenska adelsätter.
Rønnow som 1439 blev danskt riksråd och var med uppsägningen av unionskongen Erik av Pommern som danskt monarch, var 1440 fortfarande bara väpnare, och förmodligen riddare vid Kristofer av Bayerns kröning i Uppsala 1441. September 1445 nämnts han på Köpenhamns slott som munskänk vid kung Kristofers bröllop med Dorotea av Brandenburg. Han framträder först som hövitsman på Nyborgs slott som han behöll åtminstone fram till 1458 och troligen hade 1462. Nämnts med säkerhet som marsk 1449, och deltog i kriget med svenskarna 1452, när han också nämns som hövitsman för Laholm borg. I januari 1453 slöt han vapenvila i Vadstena tillsammans med Iver Axelsen (Tott), som de i maj förlängde i Stockholm. 1455 var han åter vid ett möte med Karl Knutsson (Bonde) i Vadstena och 1453 var han närvarande vid överlämnandet av Borgholm. 1457 deltog han i kriget som äntligen förde Kristian I til Sveriges krona. Som danskt sändebud förhandlade Rønnow med polska representanter i Danzig (Gdansk) 1458, i Lübeck 1459 och 1462. I början av 1460 deltog han i förhandlingarna som förberedde Kristian I:s val till hertig i Schleswig och Holstein och beseglade sedan Ribe-privilegierna.
Under det svenska upproret 1464 fick Rønnow i samarbete med flera andra danska adelsmän uppdraget att hålla Stockholm slott, men var tvungen att kapitulera på sommaren. År 1466 deltog han i viktiga förhandlingar i både Jönköping och Nyköping, och 1467 skickades Rønnow i spetsen för en dansk flotta till Stockholm som han tillsammans med ärkebiskopen i Uppsala Jöns Bengtsson (Oxenstierna) började belägra; emellertid mötte han hård motstånd och tvingades överge med stora förluster. Under det avgörande året 1471 spelade han en viktig roll i förhandlingarna före slaget vid Brunkeberg och just i denna strid blev tillfångatagen, men släpptes januari 1472 för att förmedla ett fredsförslag från svenska riksrådet till den danska.
Våren 1472 försökte Claus Rønnow, i samarbete med hans nära släkting och vän Ture Turesson (Bielke) att behålla Kalmar slott för kung Kristian I. För hans räkning, kort efter överlämnandet, gjorde han ett avtal med Sten Sture d.ä. för ett nytt fredsmöte, men nämns inte som deltagare i någon av de viktiga förhandlingarna under följande period. 1474 följde han med kungen på en resa till Rom där han tog tillfället att få betydande tjänster från Påven Sixtus IV både för sig själv och för sin son Karl. 1478 hjälpte han till att ta emot den senare drottningen Kristina av Sachsen i Warnemünde och följde med henne till Köpenhamn.
Huruvida Claus Rønnow har behållit sitt ämbete som marsk efter tronbytet 1481 är ganska tveksamt; han nämns inte längre med titeln, men ingen efterträdare är å andra sidan känd förrän hans död. Han deltog också i mötena med norska och svenska riksråd i Halmstad och Kalmar 1483, då hövitsman på Vordingborg. Han hade under lång tid pant på Salling och Sunds härader och flera mindre län på Fyn. Han dog 1486, och blev begravd i Sankt Hans kloster i Odense.
Med sin första fru, Kirsten Henriksdatter Gyldenstierne, fick han två barn, Karl Rønnow (död ogift 1501 ~ 56 år), som förlorade ett öga som barn, och Drude Clausdatter Rønnow, som gifte sig med Claus Eriksen Krummedige. Med Birgitta Kristiernsdotter (Vasa) hade han en son, Markvard Rønnow (död 1506), som var gift med Mette Joachimsdatter Hardenberg till Løgismose, fyra barn, och dottern Margrethe Clausdatter Rønnow (död efter 1490), gift med Steen Basse Bille, till Allinde och Lyngsgaard, sju barn. Slutligen var han också gift med Mette Albrechtsdatter Bydelsbak (av Torbenfeld), dotter till Albrecht Engelbrechtsen Bydelsbak (av Torbenfeld) och Gjertrud Clausdatter Grubendal, utan barn.